# Шевченко Аркадій Миколайович
Арка́дій Микола́йович Шевче́нко (11 жовтня 1930 — 28 лютого 1998) — радянський дипломат. Чиновник найвищого рангу з числа тих, що перейшли на Захід в роки Холодної війни.

## Юні роки й освіта
Народився в місті Горлівка (УРСР), через 5 років уся родина переїхала до Євпаторії. У 1949 році вступив у Московський державний інститут міжнародних відносин, який закінчив 1954 року і де продовжив навчатися в аспірантурі.

## Дипломатична кар'єра
Від 1956 року працював у Відділі міжнародних організацій МЗС СРСР, до 1970 року зріс до посади особистого помічника міністра закордонних справ Андрія Громика.
У 1973 був призначений на посаду заступника Генерального секретаря ООН з політичних питань і справ Ради Безпеки ООН в ранзі Надзвичайного і повноважного посла СРСР. Перебуваючи на цій посаді, почав передавати ЦРУ секретні відомості про СРСР. У 1975 році Шевченко звернувся до глави місії США в ООН до посла Д. П. Мойнигена, з проханням про надання політичного притулку. Він мав хороші зв'язки у Вашингтоні. Однак після цього Шевченко зустрівся не з представниками Держдепартаменту США, а зі співробітником ЦРУ, який фактично змусив посла, що було заборонено законодавством США, попрацювати на американський уряд, не покидаючи пост в ООН. Це тривало близько трьох років, поки Шевченка не викликали до Москви. Хоча резидент КДБ у Нью-Йорку Юрій Дроздов підозрював Шевченка в шпигунстві і посилав про це в Москву шифротелеграми, якби Шевченко повернувся за викликом до Москви, резиденту довелося б виправдовуватися, що він обмовив посла. Це Ю. І. Дроздов визнав сам в інтерв'ю російському державному телеканалу каналу в 2003 році, коли знімався документальний фільм про Шевченка «Фатальне рішення». До втечі Шевченка в КДБ не було ніяких прямих доказів про його шпигунство. Це визнав начальник слідчої групи слідчого відділу КДБ майор О. А. Добровольський ще в травні 1978 року, коли допитував його сина Геннадія Шевченка в Лефортові.
Через місяць після втечі Шевченка його дружина Леонгіна Йосипівна Шевченко наклала на себе руки. Вона похована за розпорядженням міністра закордонних справ СРСР А. А. Громика на Новокунцевському кладовищі (філія Новодівичого). Через два дні після втечі Шевченка, 8 квітня 1978 року, його сина Геннадія Шевченка, члена делегації СРСР в Комітеті з роззброєння, терміново оформили як дипкур'єра, і він прилетів до Москви в супроводі майора ГРУ Віктора Богдановича Різуна, співробітника представництва СРСР в Женеві, який через півтора місяця втік у Велику Британію і виявився британським шпигуном.
Синові Шевченка довелося звільнитися з МЗС в 1979 році на вимогу КДБ. Йому змінили по батькові та прізвище — Геннадій Олексійович Смірнов. (Справжні прізвище та по батькові повернув собі тільки в 90-ті роки XX ст.). Громико зміг тільки тимчасово залишити його на роботі до квітня 1979 для складання кандидатського мінімуму в МДІМВ. Потім КДБ влаштував сина Шевченка в Інститут держави і права АН СРСР.
У 1996 році оголосив себе банкрутом.
28 лютого 1998 на 68-му році життя помер від цирозу печінки.